# Sonia Smith
Sonia Smith, född 19 september 1962, är en friidrottare från Bermuda. Hon deltog vid olympiska sommarspelen 1976 och olympiska sommarspelen 1984.